# Райан, Роберт
Роберт Бушнелл Райан (англ. Robert Bushnell Ryan, 11 ноября 1909 — 11 июля 1973) — американский актёр.

## Биография
В 1932 году Райан окончил Дартмутский колледж, все четыре года обучения сохраняя звание чемпиона по боксу в тяжёлом весе. Работал кочегаром на пароходе, рабочим на ранчо в Монтане. Пробовал себя в драматургии, но для заработка переключился на актёрскую профессию. В начале 1940-х годов учился актёрскому мастерству в Голливуде, играл небольшие роли на сцене и в кино.
В январе 1944 года Райан, получив гарантии по контракту с RKO Radio Pictures, вступил в Корпус морской пехоты США, служил инструктором по строевой подготовке в Кэмп-Пендлтоне (Сан-Диего). Там он подружился с писателем и будущим кинорежиссёром Ричардом Бруксом.
Первой заметной ролью Райана стал убийца-антисемит в фильме-нуар «Перекрёстный огонь» (1947) по роману Брукса; эта роль принесла ему единственную номинацию на «Оскар» как лучшему актёру второго плана. Затем Райан работал с такими режиссёрами, как Николас Рэй, Энтони Манн, Сэмюэл Фуллер, Роберт Уайз.
В 1960-х годах самыми заметными стали его роли в фильмах «Грязная дюжина» Роберта Олдрича и «Дикая банда» Сэма Пекинпы.
Одновременно Райан выступал на Бродвее, много работал на телевидении.
Роберт, который знал, что вскоре умрёт от рака, согласился сыграть в фильме «Продавец льда грядёт» (1973) персонажа, который знает, что скоро умрёт. Актёр скончался за пять месяцев до премьерного показа ленты.

## Избранная фильмография
| Год  |   | Русское название               | Оригинальное название                    | Роль                              |
| ---- | - | ------------------------------ | ---------------------------------------- | --------------------------------- |
| 1943 | ф | Нежный товарищ                 | Tender Comrade                           | Крис Джонс                        |
| 1947 | ф | Женщина на пляже               | The Woman on the Beach                   | Скотт Бёрнетт                     |
| 1947 | ф | Перекрёстный огонь             | Crossfire                                | Монтгомери                        |
| 1948 | ф | Берлинский экспресс            | Berlin Express                           | Роберт Линдли                     |
| 1948 | ф | Акт насилия                    | Act of Violence                          | Джо Парксон                       |
| 1949 | ф | Пленница                       | Caught                                   | Смит Олриг                        |
| 1949 | ф | Подстава                       | The Set-Up                               | Билл «Кочегар» Томпсон            |
| 1949 | ф | Женщина на пирсе 13            | The Woman on Pier 13                     | Брэд Коллинз, он же Фрэнк Джонсон |
| 1950 | ф | Рождённая быть плохой          | Born to Be Bad                           | Ник Брэдли                        |
| 1950 | ф | Тайная ярость                  | The Secret Fury                          | Дэвид Маклин                      |
| 1951 | ф | На опасной земле               | On Dangerous Ground                      | Джим Уилсон                       |
| 1951 | ф | Рэкет                          | The Racket                               | Ник Скэнлон                       |
| 1952 | ф | Стычка в ночи                  | Clash by Night                           | Эрл Пфайффер                      |
| 1952 | ф | Осторожней, моя милая          | Beware, My Lovely                        | Говард Уилтон                     |
| 1953 | ф | Город на дне моря              | City Beneath the Sea                     | Брэд Карлтон                      |
| 1953 | ф | Обнажённая шпора               | The Naked Spur                           | Бен Вандергроут                   |
| 1955 | ф | Плохой день в Блэк Роке        | Bad Day at Black Rock                    | Рино Смит                         |
| 1955 | ф | Дом из бамбука                 | House of Bamboo                          | Сэнди Доусон                      |
| 1956 | ф | Из вечности                    | Back from Eternity                       | Билл Лонаган                      |
| 1958 | ф | Одинокие сердца                | Lonelyhearts                             | Уильяи «Билл» Шрайк               |
| 1959 | ф | Ставки на завтра               | Odds Against Tomorrow                    | Эрл Слейтер                       |
| 1961 | ф | Царь царей                     | King of Kings                            | Иоанн Креститель                  |
| 1962 | ф | Самый длинный день             | The Longest Day                          | бригадный генерал Джеймс М. Гэвин |
| 1965 | ф | Битва в Арденнах               | Battle of the Bulge                      | генерал Грей                      |
| 1966 | ф | Профессионалы                  | The Professionals                        | Ханс Эренгард                     |
| 1967 | ф | Грязная дюжина                 | The Dirty Dozen                          | полковник Эверетт Дэшер Брид      |
| 1968 | ф | Битва за Анцио                 | Lo sbarco di Anzio                       | генерал Карсон                    |
| 1969 | ф | Дикая банда                    | The Wild Bunch                           | Дик Торнтон                       |
| 1969 | ф | Капитан Немо и подводный город | Captain Nemo and the Underwater City     | капитан Немо                      |
| 1971 | ф | Представитель закона           | Lawman                                   | Коттон Райан                      |
| 1972 | ф | Бег зайца через поля           | La course du lievre a travers les champs | Чарли                             |
| 1973 | ф | Продавец льда грядёт           | The Iceman Cometh                        | Ларри Слейд                       |
| 1973 | ф | Команда                        | The Outfit                               | Мейлер                            |